# Pettyes mandarinhal
A pettyes mandarinhal (Synchiropus picturatus) a sügéralakúak (Perciformes) rendjébe, azon belül a Callionymidae családba tartozó faj.

## Előfordulása
Élőhelye az Indiai és a Csendes-óceán korallzátonyai, Indonézia keleti szigeteitől a Fülöp-szigetekig.

## Megjelenése
Hossza legfeljebb 7 cm. Egyike a jelenleg ismert két olyan állatfajnak, amelyek kék színét pigmentsejtek (kromatofórák) okozzák (a másik faj a közeli rokona, a mandarinhal (Synchiropus splendidus). A kék színű pigmenteket tartalmazó sejteket cianofóráknak nevezik. Minden más állat esetében a kék színért a fényt interferáló purinkristályok felelősek.

## Életmódja
A pettyes mandarinhal napközben kevésbé, inkább alkonyat környékén aktív. Zátonylakó, a védett lagúnákban és a rejtett part menti zátonyokon tartózkodik. Étrendjét elsősorban evezőlábú rákok és más apró gerinctelenek alkotják.

## Galéria

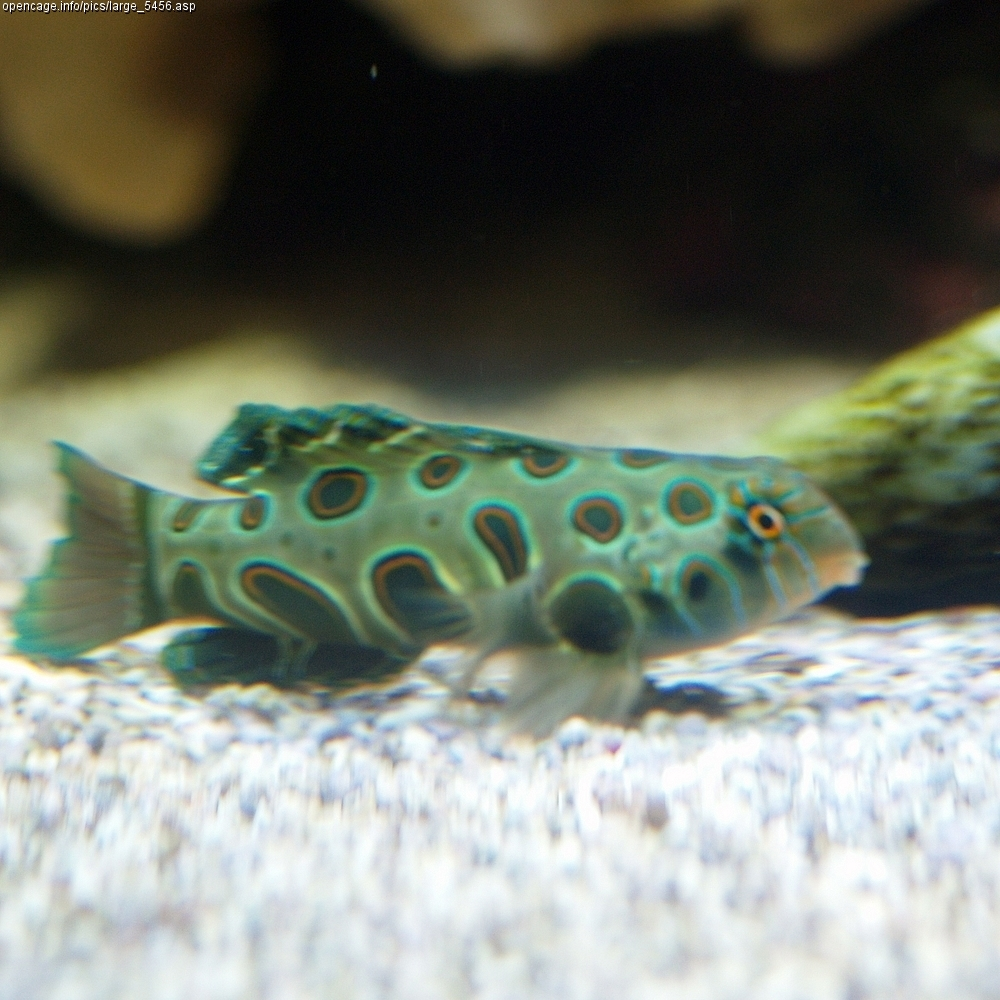
Synchiropus picturatus
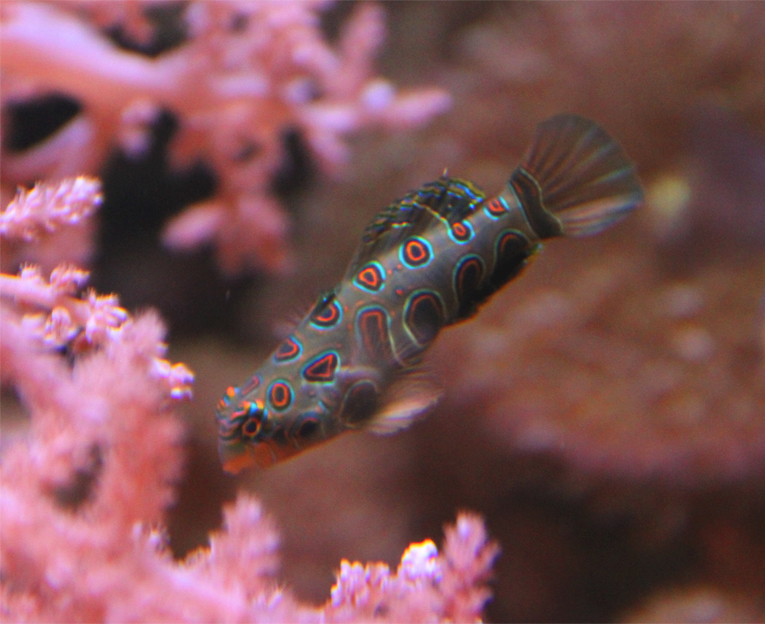
A hal habitusa
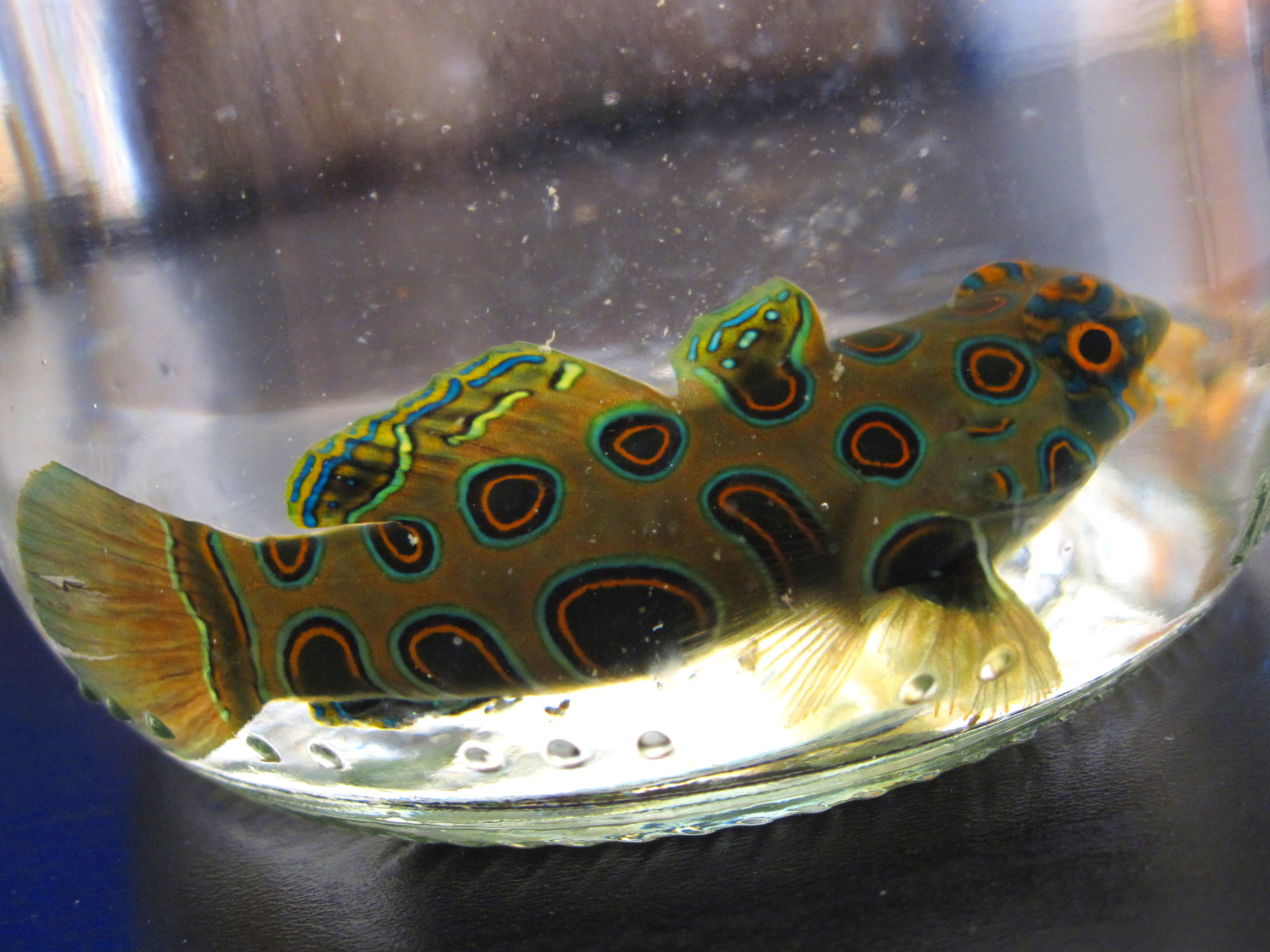
A jellegzetes pettyei

### Internetes leírások a pettyes mandarinhalról
- A faj adatlapja a FishBase oldalán. FishBase. (Hozzáférés: 2013. május 12.)
- A taxon adatlapja az ITIS adatbázisában. Integrated Taxonomic Information System. (Hozzáférés: 2013. május 12.)
- Picture Dragonet Synchiropus picturatus (Peters, 1877). BioLib.cz. (Hozzáférés: 2013. május 12.)
- Synchiropus picturatus Psychedelic Fish (angol nyelven). Encyclopedia of Life. (Hozzáférés: 2013. május 12.)
- Synchiropus picturatus (Peters, 1877) (angol nyelven). uBio. (Hozzáférés: 2013. május 12.)
- Synchiropus picturatus (Peters, 1877) (angol nyelven). WoRMS World Register of Marine Species. (Hozzáférés: 2013. május 12.)
- Synchiropus picturatus (Peters, 1877) (angol nyelven). aquatab.net. (Hozzáférés: 2013. május 12.)